# 第15回英国インディペンデント映画賞
第15回英国インディペンデント映画賞は、2012年のイギリスのインディペンデント映画を対象としており、2012年12月9日にロンドンのオールド・ビリングスゲート・マーケットで発表された。

## 受賞とノミネート
太字は受賞。

### 監督賞
- ピーター・ストリックランド（英語版） - 『バーバリアン怪奇映画特殊音響効果製作所（英語版）』
  - バート・レイトン - The Imposter
  - ベン・ウィートリー - 『サイトシアーズ〜殺人者のための英国観光ガイド〜（英語版）』
  - ジョン・マッデン - 『マリーゴールド・ホテルで会いましょう』
  - ルーファス・ノリス（英語版） - 『ブロークン（英語版）』

### ダグラス・ヒコックス賞（新人監督賞）
- バート・レイトン - The Imposter
  - ベン・ドリュー - Ill Manors
  - ローワン・アサル - Wasteland
  - ルーファス・ノリス（英語版） - 『ブロークン（英語版）』
  - サリー・エル・ホセイニ（英語版） - My Brother the Devil

### 脚本賞
- エイミー・ジャンプ、アリス・ロウ（英語版）、スティーヴ・オーラム（英語版） - 『サイトシアーズ〜殺人者のための英国観光ガイド〜（英語版）』
  - マーク・オロウ（英語版） - 『ブロークン（英語版）』
  - ポール・アンドリュー・ウィリアムズ（英語版） - 『アンコール!!』
  - ピーター・ストリックランド（英語版） - 『バーバリアン怪奇映画特殊音響効果製作所（英語版）』
  - アビ・モーガン - 『マーガレット・サッチャー 鉄の女の涙』

### 主演女優賞
- アンドレア・ライズボロー - 『シャドー・ダンサー』
  - アリス・ロウ（英語版） - 『サイトシアーズ〜殺人者のための英国観光ガイド〜（英語版）』
  - エル・ファニング - 『ジンジャーの朝 〜さよなら、わたしが愛した世界』
  - ジュディ・デンチ - 『マリーゴールド・ホテルで会いましょう』
  - メリル・ストリープ - 『マーガレット・サッチャー 鉄の女の涙』

### 助演女優賞
- オリヴィア・コールマン - 『私が愛した大統領』
  - ヴァネッサ・レッドグレイヴ - 『アンコール!!』
  - マギー・スミス - 『マリーゴールド・ホテルで会いましょう』
  - アイリーン・デイヴィス - 『サイトシアーズ〜殺人者のための英国観光ガイド〜（英語版）』
  - アリス・イングラート - 『ジンジャーの朝 〜さよなら、わたしが愛した世界』

### 主演男優賞
- トビー・ジョーンズ - 『バーバリアン怪奇映画特殊音響効果製作所（英語版）』
  - ティム・ロス - 『ブロークン（英語版）』
  - テレンス・スタンプ - 『アンコール!!』
  - スティーヴ・オラム（英語版） - 『サイトシアーズ〜殺人者のための英国観光ガイド〜（英語版）』
  - リズ・アーメッド - Ill Manors

### 助演男優賞
- ロリー・キニア - 『ブロークン（英語版）』
  - ビリー・コノリー - 『カルテット! 人生のオペラハウス』
  - キリアン・マーフィー - 『ブロークン（英語版）』
  - ドーナル・グリーソン - 『シャドー・ダンサー』
  - トム・ウィルキンソン - 『マリーゴールド・ホテルで会いましょう』

### 新人俳優賞
- ジェームズ・フロイド（英語版） - My Brother the Devil
  - エリオット・ティッテンソー（英語版） - Spike Island
  - エロイーズ・ローレンス - 『ブロークン（英語版）』
  - ポール・ブラニガン - 『天使の分け前』
  - ゾウイ・アシュトン（英語版） - Dreams of a Life

### 技術貢献賞
- ジョーキム・サンドストローム（英語版） - 音響デザイン - 『バーバリアン怪奇映画特殊音響効果製作所（英語版）』
  - ニック・ノウランド - 撮影 - 『バーバリアン怪奇映画特殊音響効果製作所（英語版）』
  - エレクトリック・ウェイブ・ビューロー - 音楽  - 『ブロークン（英語版）』
  - ロビー・ライアン - 撮影 - 『ジンジャーの朝 〜さよなら、わたしが愛した世界』
  - アンドリュー・ヒューム - 編集 - The Imposter

### ドキュメンタリー賞
- The Imposter
  - London: The Modern Babylon
  - 『ロマン・ポランスキー 初めての告白』
  - 『ボブ・マーリー/ルーツ・オブ・レジェンド（英語版）』
  - Dreams of a Life

### 製作業績賞
- 『バーバリアン怪奇映画特殊音響効果製作所（英語版）』
  - 『サイトシアーズ〜殺人者のための英国観光ガイド〜（英語版）』
  - 『ロンドン・ヒート』
  - Ill Manors
  - The Imposter

### 短編映画賞
- Volume
  - Friday
  - Junk
  - Swimmer
  - Skyborn

### レイダンス賞
- Strings
  - Love Tomorrow
  - Frank
  - Jason Becker: Not Dead Yet
  - City Slacker

### 外国インディペンデント映画賞
- 『偽りなき者』
  - 『愛、アムール』
  - 『シュガーマン 奇跡に愛された男』
  - 『君と歩く世界』
  - 『ハッシュパピー 〜バスタブ島の少女〜』

### 英国インディペンデント映画賞
- 『ブロークン（英語版）』
  - 『サイトシアーズ〜殺人者のための英国観光ガイド〜（英語版）』
  - 『マリーゴールド・ホテルで会いましょう』
  - The Imposter
  - 『バーバリアン怪奇映画特殊音響効果製作所（英語版）』

### リチャード・ハリス賞
- マイケル・ガンボン

### ヴァラエティ賞
- ジュード・ロウ

### 審査員賞
- サンドラ・ヘブロン